# Taeniophyllum fasciculatum
Taeniophyllum fasciculatum là một loài thực vật có hoa trong họ Lan. Loài này được Aver. miêu tả khoa học đầu tiên năm 1988.